# Muehlenbeckia astonii
Muehlenbeckia astonii es una planta ornamental de la familia Polygonaceae.

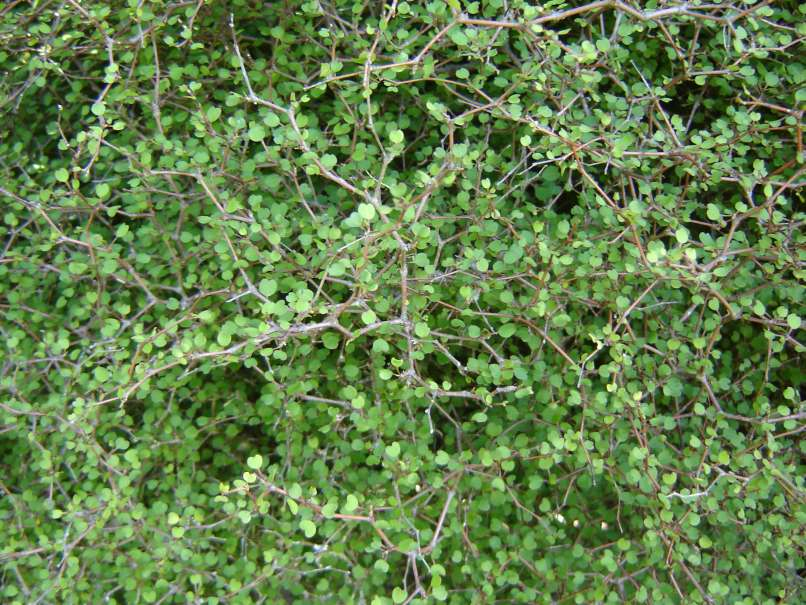
Muehlenbeckia astonii, ramas y hojas.

## Distribución y hábitat
Es un endemismo de Nueva Zelanda. Muehlenbeckia astonii se encuentra solo en la punta sur de Isla del Norte (Bahía Palliser ) y en la cara este de la Isla del Sur desde el norte de Marlborough hasta la Llanura de Birdlings en el borde suroeste de la Península de Banks. Habita en la costa y en tierras bajas, especialmente en las terrazas de los ríos.

## Descripción
Es una planta curiosa y muy distinta de otras especies nativas de Nueva Zelanda. Pierde sus hojas en invierno. Es escasa en estado silvestre y crece en lugares expuestos y ventosos. Se trata de una planta muy compacta, a menudo casi áfila, consistente en un denso montículo de ramizas enredadas y zigzagueantes. Las flores y los frutos son modestos.
Las flores son pequeñas y florecen en racimo de 2 a 4, de 1 cm de diámetro, verdiblancas o rosáceoblanquecinas. Fruto de 3 a 4 mm de diámetro, negro.

## Taxonomía
Muehlenbeckia florulenta fue descrita por Donald Petrie y publicado en Trans. & Proc. New Zealand Inst. 43: 257 1911.
Etimología
Muehlenbeckia: nombre genérico que fue otorgado en honor del briólogo alemán Heinrich Gustav Mühlenbeck (1798–1845).